# Louis François Bégoz
Louis François Bégoz (* 17. Februar 1763 in Aubonne; † 16. Januar 1827 in Lausanne) war ein Schweizer Anwalt sowie Kriegs- und Aussenminister der Helvetischen Republik. Er war reformierten Glaubens und Freimaurer.

## Leben
Von 1780 bis 1783 war Bégoz Unterleutnant in sardischen Diensten und absolvierte anschliessend ein Studium der Rechte. 1789 war er der Bannerherr von Aubonne; ab 1790 selbständiger Anwalt. Im Januar 1798 wurde er Mitglied des Provisorischen Landtags. In der Helvetischen Republik war er vom 2. Mai 1798 bis zum 15. Oktober 1798 Kriegs- und bis zum 22. November 1801 Aussenminister. 1802 nahm er ohne formelles Mandat an der Consulta in Paris teil. Der eine gemässigt-unitaristische Gesinnung vertretende Bégoz zog sich 1803 vom öffentlichen Leben zurück.

## Weblink
- Antoine Rochat: Bégoz, Louis François. In: Historisches Lexikon der Schweiz.

| Personendaten    | Personendaten                  |
| ---------------- | ------------------------------ |
| NAME             | Bégoz, Louis François          |
| KURZBESCHREIBUNG | Schweizer Politiker und Jurist |
| GEBURTSDATUM     | 17. Februar 1763               |
| GEBURTSORT       | Aubonne                        |
| STERBEDATUM      | 16. Januar 1827                |
| STERBEORT        | Lausanne                       |